# Chiesa di San Salvatore de Arcu Trasi
San Salvatore de Arcu Trasi (anche nota come San Salvatore de Arcu Trasonis) è una chiesa scomparsa di Roma, nota dalle fonti a partire dal XIII secolo e da localizzare presso l'arco di Costantino, fra questo e il Colosseo. È menzionata nel catalogo di Torino della prima metà del XIV secolo, ma è assente nel catalogo di Cencio Camerario della fine del XII secolo. Può essere forse identificata con un edificio rappresentato ad est dell'arco in alcuni disegni fino al XVIII secolo.
L'etimologia del nome si può far risalire alle statue dei Traci presenti nell'attico dell'arco oppure al transito rimasto libero attraverso i suoi fornici.

## Fonti
- Taur. 186: Ecclesia sancti Salvatoris de Arcu de Trasi habet I sacerdotem